# Gressenicher Krankheit
Die Gressenicher Krankheit oder das Kuhsterben ist eine Vergiftung von Kühen durch blei- und cadmiumbelastetes Weidefutter mit häufig tödlichem Verlauf auf dem Stadtgebiet von Stolberg (Rheinland) in der Städteregion Aachen. Grund war das Zusammenkommen von Niederschlägen der Bleihütte Binsfeldhammer mit den von Erzvorkommen herrührenden Bodenbelastungen.
1965 wurden Fälle aus Stolberg-Binsfeldhammer sowie Gressenich und Diepenlinchen (seit 1972 Ortsteile von Stolberg) offiziell bekannt. 1973 führte das Auftreten der Gressenicher Krankheit zusammen mit den Untersuchungsergebnissen an so genannten „Stolberger Bleikindern“ zu einem Umweltschutzprogramm. Die Landwirte von Gressenich und Stolberg betrieben in der zweiten Hälfte des 20. Jahrhunderts hauptsächlich Viehzucht. Die Tiere waren von der Schwermetallbelastung der Umwelt weit stärker betroffen als Menschen, insbesondere Rinder, Schafe und Ziegen. Die Schwermetalle, insbesondere Cadmium, reicherten sich vor allem in Leber, Nieren und Knochen an. Noch in den Jahren 1980 bis 1982 wurden den Behörden 13 Tiere gemeldet, die an Bleivergiftung eingingen. Es wurde empfohlen, Innereien von Stolberger Schlachtvieh nicht zu verkaufen.